# Po-Ebene
Koordinaten: 45° 0′ N, 10° 0′ O
Die Po-Ebene (italienisch Pianura Padana) ist ein ausgedehntes, fruchtbares Tiefland im Norden Italiens, und stellt mit einem Flächenausmaß von 50.000 km² den Großteil der Norditalienischen (Oberitalienischen) Tiefebene und den Kernraum Norditaliens dar, reicht aber bei Como noch etwas ins Mendrisiotto, den südlichsten Bezirk der Schweiz. Sie ist benannt nach dem Po, dem längsten Fluss Italiens.

## Lage und Landschaft

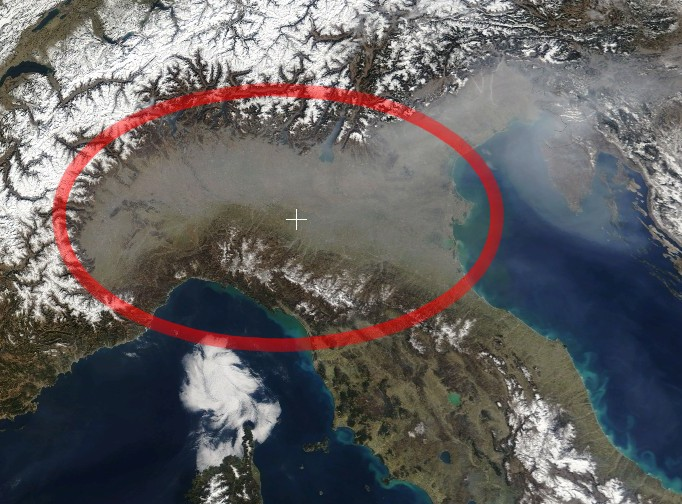
Satellitenbild von Norditalien: die Po-Ebene ist das unter Nebel liegende Gebiet innerhalb des roten Ovals.

Die Po-Ebene erstreckt sich entlang des Inneren des Alpenbogens und nördlich des Apennin bis an die Obere Adria.
Hauptsächlich erstreckt sich die Po-Ebene von Westen nach Osten und ist insgesamt etwa 400 km lang. In der Breite misst sie zwischen 70 und 200 km. Im Norden und Westen wird sie durch die Alpen und das Hügelland von Monferrato begrenzt, im Süden durch die Bergketten des Apennin. Nach Osten hin öffnet und verbreitert sie sich gen Adria. Der größte Fluss ist heute der Po, der in einem riesigen Delta in die obere Adria mündet.
Im Nordosten geht die Po-Ebene in die Venetische Ebene über, die durch Flüsse entwässert wird, die direkt in die Adria münden und somit nicht mehr zum Einzugsgebiet des Po gehören (etwa Etsch und Piave). Diese Gebiete werden oftmals dennoch im erweiterten Sinne der Po-Ebene zugerechnet; im Deutschen können beide unter der Bezeichnung Norditalienische Tiefebene zusammengefasst werden. 
Zwischen Verona, Vicenza und Padua liegen die Colli Berici und die Euganeischen Hügel (it. Colli Euganei). Diese sind zum Teil vulkanischen Ursprungs. Sie stellen eine gewisse natürliche Gliederung der Oberitalienischen Tiefebene in den adriatischen Ostteil und einen subalpineren Westteil dar. 
Politisch gehört die Po-Ebene zu den italienischen Regionen Piemont, Lombardei, Emilia-Romagna und Venetien sowie zu einem kleinen Teil zum Schweizer Kanton Tessin.
Die Ebene entstand seit dem Tertiär im Rahmen der alpinen Gebirgsbildung durch Erosion und Sedimentation der Alpenflüsse in die vorgelagerte geologische Senke der oberen Adria, die abwechselnd Festland bzw. ein Flachmeer war. Dieser Molassetrog ist zum Teil mehrere tausend Meter tief mit Sediment angefüllt. Dabei ist nicht der gesamte Raum Tiefebene im engeren Sinne, der Po erreicht zwar schon bei Casale westlich von Mailand die 100 Meter Meereshöhe, aber über die Hälfte des Raumes ist sanftes Hügelland.

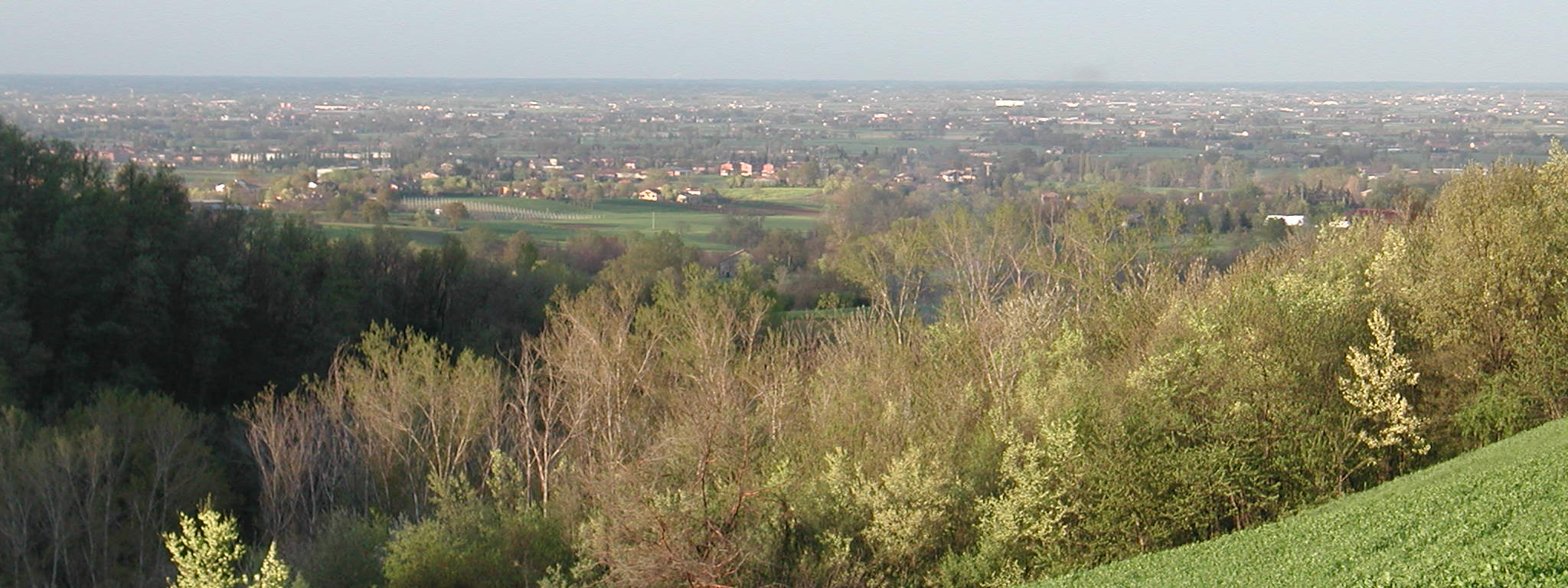
Blick von den Hügeln von Albinea, Provinz Reggio Emilia
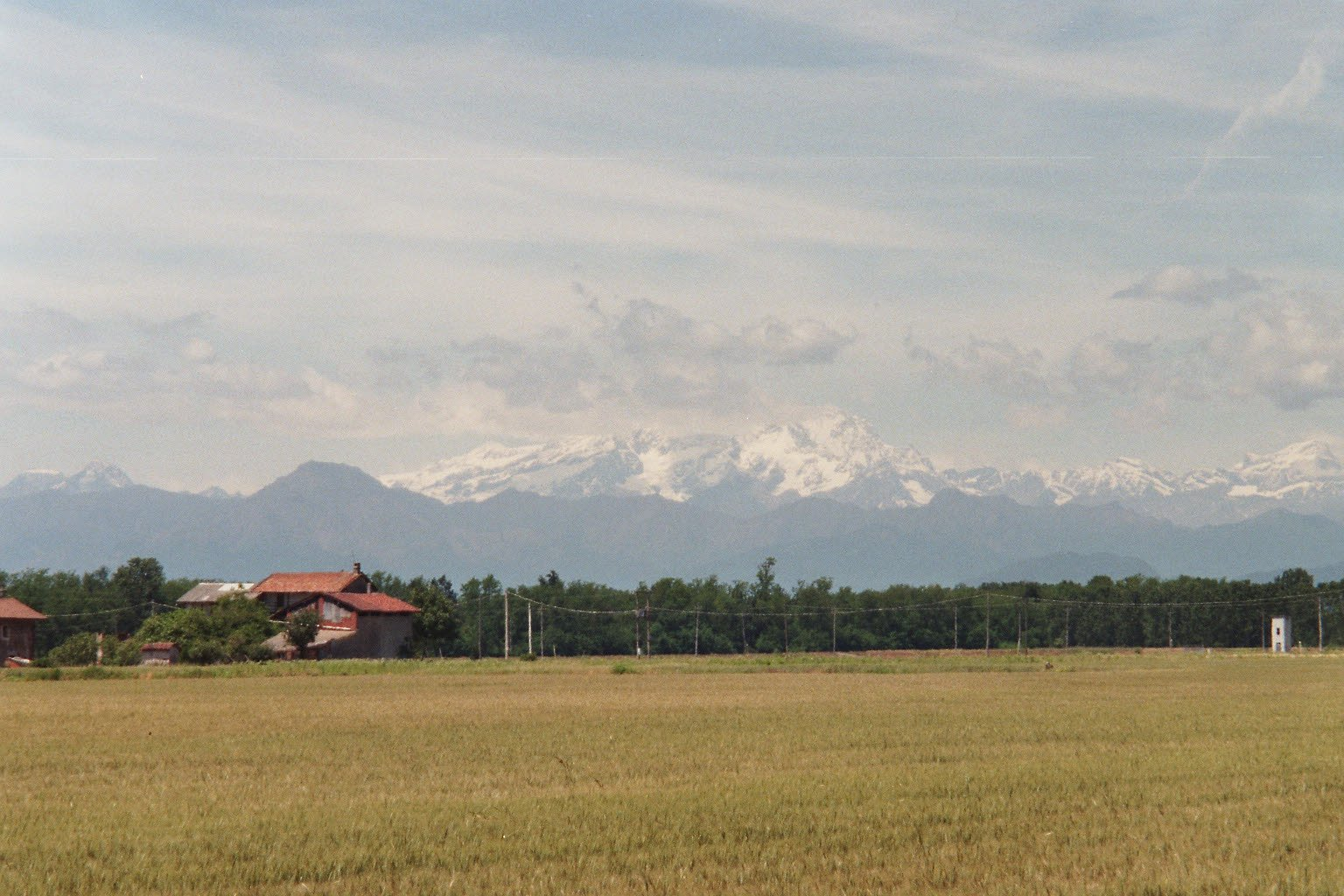
Die Po-Ebene bei Borgomanero mit den Walliser Alpen im Hintergrund
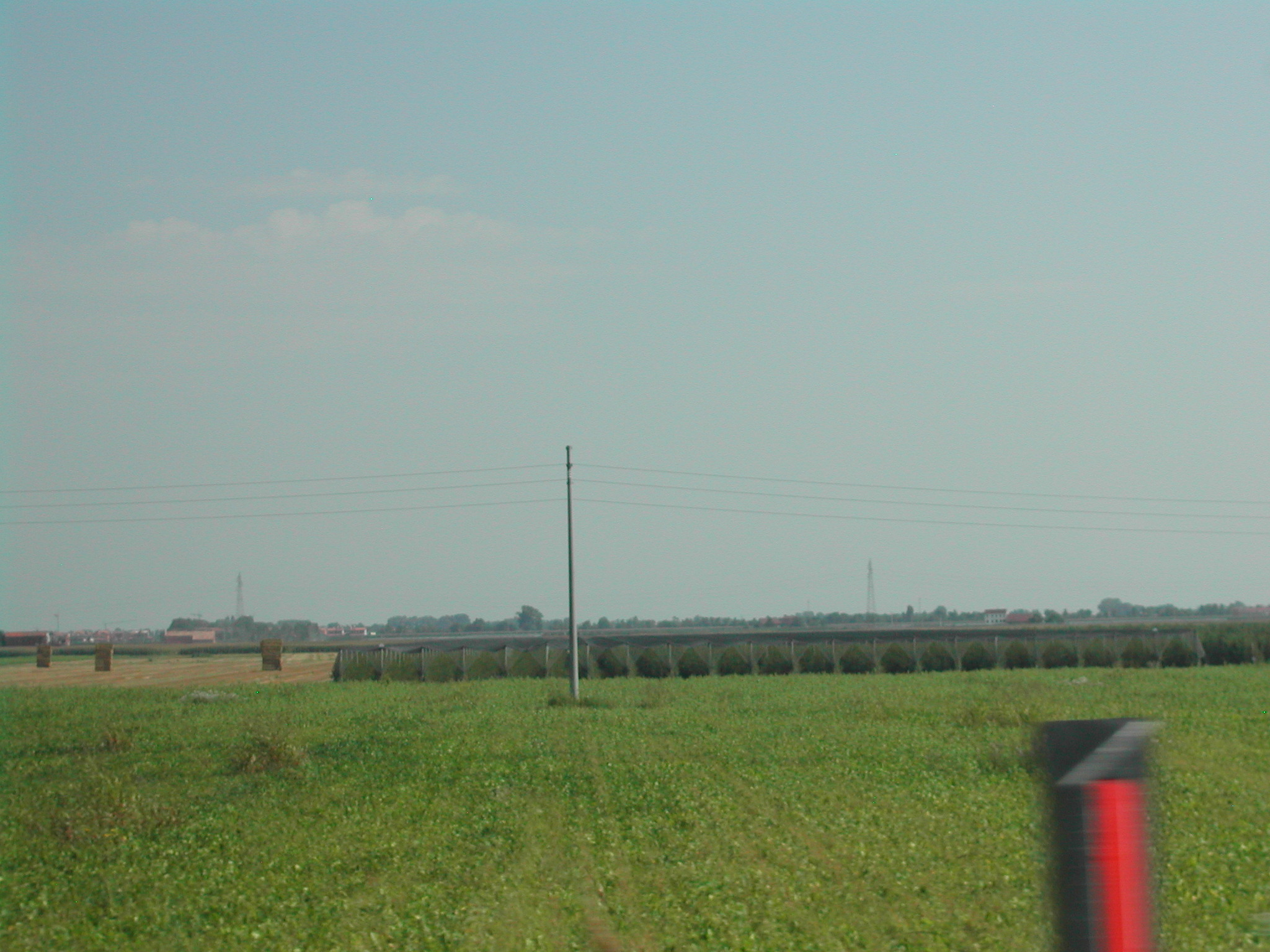
Die Po-Ebene bei Jesolo in der Nähe von Venedig

## Klima
Die Po-Ebene ist seit jeher eine der fruchtbarsten und bevölkerungsreichsten Regionen Italiens. Zuckerrüben, Mais, Weizen und vor allem Wein sind die am häufigsten angebauten Feldfrüchte. Der noch vor 50 Jahren bedeutende Reisanbau ist stark zurückgegangen.
Klimatisch gehört die Po-Ebene zur warmgemäßigten Klimazone, die Übergangsjahreszeiten sind größtenteils warm und sonnig, im Sommer können die Temperaturen auf 38 °C steigen. Die Ebene weist jedoch für italienische Verhältnisse relativ kühle Winter auf. Zwischen November und Februar gibt es häufiger leichte Fröste und Nebelperioden. Das Vorkommen mediterraner Vegetation ist in großen Teilen der Region eingeschränkt. Häufig wechseln sich mediterrane Gewächse mit solchen aus den gemäßigten Breiten Mitteleuropas ab. So besteht ein Großteil des natürlichen Baumbestandes aus Laubbäumen. Mediterrane Hartlaubwälder (Macchia) und Pinien sind erst südlich des Po, dort vor allem in Küstennähe zur Adria häufiger anzutreffen. Jedoch finden mediterrane bzw. subtropische Pflanzengattungen wie zum Beispiel diverse Palmenarten häufig in der Gartengestaltung Verwendung. Infolge des Klimas werden anstelle von Südfrüchten eher Kartoffeln, Gemüse, Reis, Mais, Tomaten, Melonen und Weizen angebaut. Eine klimatische Besonderheit bilden der Alpensüdrand und die Oberitalienischen Seen. Durch den Schutz vor Nordwinden sind die Wintermonate nahezu frostfrei und relativ mild, sodass mediterrane Vegetation bestehen kann. Insbesondere gedeihen dort auch Zitrusfrüchte, die ansonsten in Nord- bis Mittelitalien nur sehr selten zu finden sind.
In der Po-Ebene ist der Luftaustausch nicht bei jeder Wetterlage gegeben, weshalb die Region oft durch Smog belastet ist.

## Städte
Zu den größten und wichtigsten Städten in der Po-Ebene gehören:
im Piemont:
- Turin
- Novara
- Alessandria
- Vercelli

in der Lombardei:
- Mailand
- Brescia
- Monza
- Bergamo
- Pavia
- Lodi
- Cremona
- Mantua

in Venetien:
- Padua
- Venedig
- Verona
- Vicenza
- Treviso

in der Emilia-Romagna:
- Bologna
- Parma
- Modena
- Reggio nell’Emilia
- Ravenna
- Ferrara
- Forlì
- Piacenza